# Orwigsburg
Orwigsburg es un borough ubicado en el condado de Schuylkill en el estado estadounidense de Pensilvania. En el año 2000 tenía una población de 3.106 habitantes y una densidad poblacional de 548 personas por km².

## Geografía
Orwigsburg se encuentra ubicado en las coordenadas 40°39′24″N 76°6′7″O / 40.65667, -76.10194.

## Demografía
Según la Oficina del Censo en 2000 los ingresos medios por hogar en la localidad eran de $42,400 y los ingresos medios por familia eran $55,313. Los hombres tenían unos ingresos medios de $42,438 frente a los $27,167 para las mujeres. La renta per cápita para la localidad era de $22,538. Alrededor del 2.7% de la población estaba por debajo del umbral de pobreza.